# Jean Forestier
Jean Forestier (ur. 7 października 1930 w Lyonie) – francuski kolarz szosowy.

## Sukcesy
Do jego największych sukcesów należą zdobycie zielonej koszulki w klasyfikacji punktowej w Tour de France 1957 oraz zwycięstwo na 8. etapie w Tour de France 1961.
Do innych sukcesów należą:
- 1954: Tour de Romandie - 1. miejsce
- 1955: Paryż-Roubaix - 1. miejsce
- 1956: Dookoła Flandrii - 1. miejsce
- 1957: Critérium International - 1. miejsce
- 1957: Tour de France - 4. miejsce
- 1957: Tour de Romandie - 1. miejsce
- 1958: Nantua - 1. miejsce
- 1962: Poirée-sur-Vie - 1. miejsce

Zawodową karierę rozpoczął w 1953 roku, a zakończył w 1965 roku.